# راشد عبد الله (لاعب كرة قدم مواليد 2001)
راشد عبد الله مال الله سرور (مواليد 27 مايو 2001، لاعب كرة قدم إماراتي يجيد اللعب كظهير أيسر يلعب مع نادي البطائح.

## مسيرة اللاعب
لعب في نادي الوحدة ونادي الظفرة ونادي الإمارات ونادي البطائح.